# سیستم امن صنعتی

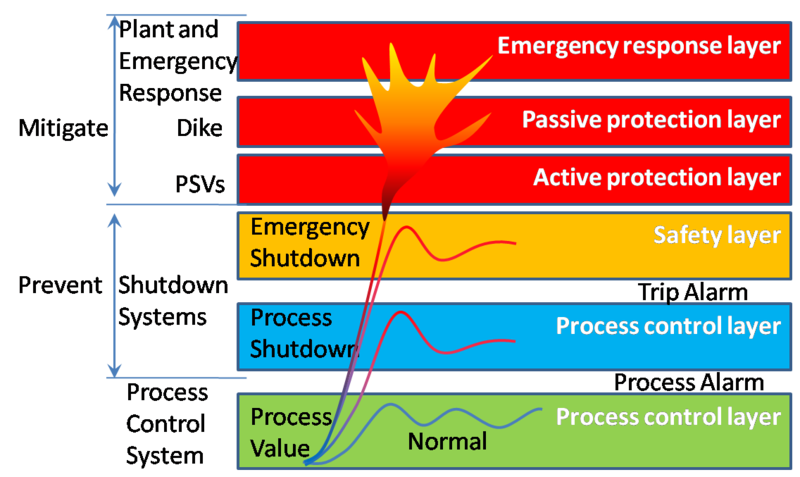
سطوح یا پله‌های حفاظت در یک سیستم ایمنی تأسیسات صنعتی

یک سیستم ایمنی صنعتی اقداماتی برای مقابلهٔ قاطع در هر مجتمع کارخانه‌ای پرخطر مانند تأسیسات نفت و گاز و نیروگاه‌های هسته‌ای است. این اقدامات به منظور حفاظت و پوشش انسان‌ها، تأسیسات و کارخانه‌های صنعتی و محیط انجام می‌گیرد؛ در صورتی که پروسهٔ تولید فرایندی فراتر از توان کنترل‌های مجاز مرسوم برسد، مورد استفاده قرار می‌گیرند.
همان‌طور که نام نشان می‌دهد این سیستم‌ها برای کنترل کردن نیستند بلکه بیشتر در جهتت تولید قرار دارند. فرایند کنترل با استفاده از فرایند pcs انجام می‌شود و توسط سیستم‌های ایمنی متصل می‌شود تا اقدامات فوری در صورت شکست سیستم و فرایند انجام شود.
فرایند کنترل و سیستم‌های ایمنی معمولاً در یک سیستم ادغام می‌شوند که سیستم ایمنی و کنتول مجتمع نامیده می‌شوند. سیستم‌های صنعتی معمولاً از سیستم‌های اختصاصی که حداقل SIL2 را دارند استفاده می‌کنند. در حالی که سیستم‌های کنترل می‌توانند از SIL1 شروع کنند. SIL بر روی هر دو نیاز سهت افزاری و نرم‌افزاری مانند کارتت‌ها کار فرمایان پردازنده‌ها و رای‌گیری‌ها اعمال می‌شود.

## مدل‌ها
دو نوع اصلی سیستم‌های ایمنی صنعتی در صنایع فرایند وجود دارد:
فرایند ایمنی سیستم یا فرایند خاموش شدن سیستم
سیستم خنک‌کننده ایمنی: این سیستم شامل قطع شدن اضطراری و فشرده سازیEDP می‌باشد.
سیستم سومی نیز وجود دارد که به عنوان مانع کار می‌کند و شامل اسپری کردن روغن داغ و گاز داغ از فلنج‌ها دریچه‌ها و اتصالات‌ها است. این سیستم یه عنوان سیر ایمنی اسپری و محافظ‌های فنلج شناخته می‌شود. استفاده از اسپری توسط OSHA

## ESD
این سیستم‌ها همچنین می‌توانند با توجه به سطوح ESD / EDP به صورت زیر تعریف شوند:
- ESD سطح ۱: در صورت بروز خاموش شدن کلیه گیاهان، می‌تواند سطح ESD 2 را در صورت لزوم فعال کند. این سطح فقط از اتاق کنترل اصلی در کارخانه‌های صنعتی می‌تواند فعال می‌شود.
- ESD سطح ۲: این سطح قطع و جدا کردن مناطق ESD فردی و در صورت لزوم EDP را فعال می‌کند.
- ESD سطح ۳: «مانع موجودی مایع» را فراهم می‌کند.

## SSS
سیستم ایمنی خاموش (SSS) باید در صورت وضعیت اورژانسی امکانات را به حالت ایمن تعطیل کند، در نتیجه محافظت از پرسنل، محیط زیست و دارایی را به عهده دارد. سیستم خاموش کردن ایمنی باید تمام ورودی‌ها و خروجی‌ها را نسبت به عملکردهای اضطراری (ESD) (محیط و حفاظت پرسنل) مدیریت کند. این سیستم همچنین ممکن است توسط سیگنال‌ها از سیستم آتش و گاز اصلی تغذیه شود.

## FGS
اهداف اصلی سیستم آتش و گاز عبارتند از حفاظت از پرسنل، محیط زیست و کارخانه (از جمله تجهیزات و سازه‌ها). FGS باید به این اهداف دست یابد:
- تشخیص در مرحله اولیه، حضور گاز قابل اشتعال،
- تشخیص در مراحل اولیه، نشت مایع LPG و LNG
- تشخیص آتش اولیه و حضور آتش‌سوزی
- ارائه اتوماتیک یا امکانات برای فعال سازی دستی سیستم حفاظت آتش در صورت لزوم
- آغاز تغییرات محیطی برای نگهداشتن مایعات زیر نقطه فلاش خود
- سیگنالهای آغازین، هر دو قابل شنیدن و قابل مشاهده بودن، به منظور هشدار دادن به خطرات شناسایی شده،
- شروع خاموش کردن اتوماتیک تجهیزات و تهویه اگر ۲ شروع سیستم خسته کننده

## EDP
با توجه به بسته شدن دریچه‌های ESD در یک فرایند، ممکن است برخی مایعات قابل اشتعال به دام افتاده باشد و برای جلوگیری از پیامدهای ناخواسته (مانند افزایش فشار در عروق و لوله‌کشی) باید آزاد شوند. برای این منظور سیستم‌های اضطراری (EDP) در ارتباط با سیستم‌های ESD برای آزاد سازی (به یک مکان امن و ایمن) از جمله مایعات به دام افتاده استفاده می‌شود.